# Tyrannochromis nigriventer
Tyrannochromis nigriventer è una specie di ciclidi haplochromini endemica del Lago Malawi, dove predilige le secche rocciose. Questa specie può raggiungere una lunghezza di 17 centimetri (6,7 in) SL e si nutre di altri pesci.